# Myrmecicultor chihuahuensis

Типичное место обитания нового вида. Вид на Рио-Гранде со стороны национального парка Биг-Бенд, по реке проходит граница США, за рекой — Мексика.

Myrmecicultor chihuahuensis (лат.) — вид мирмекофильных пауков, выделяемый в монотипические род Myrmecicultor и семейство Myrmecicultoridae. Эндемичный для Северной Америки вид, встречающийся в Мексике и США (Техас).

## Распространение
США, штат Техас (округа Пресидио, Брустер и Хадспет). Мексика: штаты Коауила и Агуаскальентес.

## История открытия
Этот таксон озадачивал девять таксономистов-арахнологов на протяжении более 15 лет. Впервые экземпляры этого паука были обнаружены в ловушках типа Pitfall trap в 1999 году молодым зоологом Грегом Бруссардом, во время подготовки магистерской степени по биологии и исследования пауков на исследовательской станции Dalquest Desert Research Station (DDRS) в национальном парке Биг-Бенд. Наставник Бруссара не смог идентифицировать эти экземпляры и предположил, что они представляют новый вид. В дальнейшем было ещё несколько находок, в том числе, фотографических и на поверхности нескольких муравейников пустынных муравьёв.

## Описание
Очень мелкие пауки: длина самца 2,89 мм (карапакс длиной 1,47 и шириной 1,20 мм), длина самки — до 2,73 мм (карапакс длиной 1,26 и шириной 1,09 мм). Головогрудь беловатая, чёрная около глаз; стернум беловатый. Брюшко беловатое и сверху и снизу. Ноги также беловатые, но дистально немного темнее. Формула ног 4123. Лапки с двумя коготками. Самые длинные задние ноги (IV пара): у самца 5,70 мм, у самки 5,04 мм. Пауки были активны с мая по ноябрь. Мирмекофильный вид, ассоциированный с муравьями Pogonomyrmex rugosus, Novomessor albisetosis и Novomessor cockerelli (Myrmicinae, Formicidae).

## Таксономия и этимология
Вид был впервые описан в 2019 году группой американских арахнологов. Филогенетический анализ сближает M. chihuahuensis с кладами Dionycha + Oval Calamistrum. Однако, на данном этапе определить точное систематическое положение не удалось и поэтому новый вид был выделен в новое семейство Myrmecicultoridae с неопределённым точно систематическим положением в составе группы . 
Название рода Myrmecicultor происходит от сочетания myrmex с греч. — «муравей» и cultor с лат. — «поклонник, последователь», что символизирует мирмекофильную связь пауков с муравьями. Видовой эпитет M. chihuahuensis был дан ими в связи с тем, что эти пауки были обнаружены в пустыне Чиуауа.